# Arūnas Dulkys
Arūnas Dulkys (ur. 28 października 1972 w Szyłokarczmie) – litewski ekonomista, urzędnik państwowy i nauczyciel akademicki, w latach 2015–2020 kontroler państwowy, od 2020 do 2024 minister zdrowia.

## Życiorys
Z wykształcenia ekonomista, ukończył w 1995 studia na Uniwersytecie Wileńskim. Doktoryzował się w 2010 na podstawie pracy poświęconej ekonomii politycznej i rozwojowi strefy euro. Pracę zawodową podjął w 1992 jako kasjer w Banku Litwy, następnie od tegoż roku do 1996 pracował na różnych stanowiskach w bankach komercyjnych. W latach 1996–2005 był członkiem rady litewskiej mennicy „Lietuvos monetų kalykla”, od 1998 jako jej przewodniczący. Również w 1996 powrócił do banku centralnego, w którym przez osiem lat pełnił funkcję dyrektora departamentu. W latach 2004–2005 był konsultantem prezesa Banku Litwy, a od 2006 do 2007 doradcą przewodniczącego Sejmu do spraw gospodarczych. Od 2011 wykładał na Uniwersytecie Wileńskim.
W 2007 podjął pracę w Urzędzie Kontroli Państwowej Republiki Litewskiej jako dyrektor departamentu audytu. W 2015 objął kierownictwo nad całą instytucją jako kontroler państwowy powołany przez Sejm na wniosek prezydenta. Stanowisko to zajmował do 2020. W grudniu tegoż roku z rekomendacji Związku Ojczyzny objął urząd ministra zdrowia w nowo powołanym rządzie Ingridy Šimonytė. Funkcję tę sprawował do sierpnia 2024.